# MewithoutYou
mewithoutYou war eine Post-Hardcore-Band aus Philadelphia, Pennsylvania.
Die Band bestand aus Sänger Aaron Weiss, Michael Weiss, Christopher Kleinberg (beide Gitarre), Greg Jehenian (Bass) und Rickie Mazzotta (Schlagzeug).
Der Bandname mewithoutYou ist eine Anlehnung an das Gleichnis vom Weinstock aus der Bibel (Joh 15,5 ):

“I am the vine, ye are the branches: He that abideth in me, and I in him, the same bringeth forth much fruit: for without me ye can do nothing.”

„Ich bin der Weinstock, ihr seid die Reben. Wer in mir bleibt und ich in ihm, der bringt viel Frucht; denn ohne mich könnt ihr nichts tun.“

## Stil
Die Musik ist hauptsächlich durch Aarons Weiss’ Gesang in drastischen Tonlagen geprägt und charakterisiert. Hinzu kommt oft ein sehr hervorstechender und verzerrter Bass, was einen eher experimentell klingenden Sound zur Folge hat. In ihrem Album Brother, Sister verwendet die Band zusätzlich diverse Perkussionsinstrumente, sowie Akkordeon und Harfe.

## Geschichte
Im Oktober 2019 gab die Band auf den sozialen Medien, sowie auf ihrer Homepage in einem Statement bekannt, dass sie sich im Laufe des kommenden Jahres 2020 auflösen würden. Aufgrund der COVID-19-Pandemie wurde der Abschied auf 2022 verlängert. Die letzten Konzerte fanden im August 2022 statt.

## Diskografie
- 2001: I Never Said That I Was Brave (EP)
- 2002: [A→B] Life
- 2004: Catch for Us the Foxes
- 2006: Brother, Sister
- 2009: It’s All Crazy! It’s All False! It’s All a Dream! It’s Alright
- 2012: Ten Stories
- 2015: Pale Horses
- 2018: [Untitled]